# Амато (Ређо ди Калабрија)
Амато је насеље у Италији у округу Ређо ди Калабрија, региону Калабрија.
Према процени из 2011. у насељу је живело 1981 становника. Насеље се налази на надморској висини од 727 м.